# Unstoppable (Karol G)
Unstoppable è l'album di debutto della cantante colombiano Karol G, pubblicato il 27 ottobre 2017 su etichetta discografica Universal Music Latin. Include collaborazioni con Bad Bunny, Ozuna e Quavo.

## Tracce
1. Ganas de ti – 2:47
2. La dama (feat. Cosculluela) – 3:28
3. Hello (feat. Ozuna) – 3:15
4. El pecado – 3:11
5. A solas – 3:20
6. Ahora me llamas (feat. Bad Bunny) – 3:55
7. Eres mi todo (feat. Kevin Roldán) – 3:07
8. Amor no hay – 3:22
9. A ella – 3:18
10. Muñeco de lego – 2:44
11. Casi nada – 3:38
12. Lo save Dios – 2:27
13. Ahora me llamas (Remix) (feat. Bad Bunny e Quavo) – 4:11

## Classifiche
| Classifica (2019) | Posizione massima |
| ----------------- | ----------------- |
| Stati Uniti       | 192               |